# Parrhasius melissa
Parrhasius melissa är en fjärilsart som beskrevs av Nicolay 1979. Parrhasius melissa ingår i släktet Parrhasius och familjen juvelvingar. Inga underarter finns listade i Catalogue of Life.